# Rada Miejska w Lwówku Śląskim
Rada Miejska w Lwówku Śląskim – stanowiący i kontrolny organ władzy samorządowej gminy miejsko-wiejskiej Lwówek Śląski z siedzibą w Lwówku Śląskim. Rada jest reprezentantem interesów zbiorowych wspólnoty samorządowej.

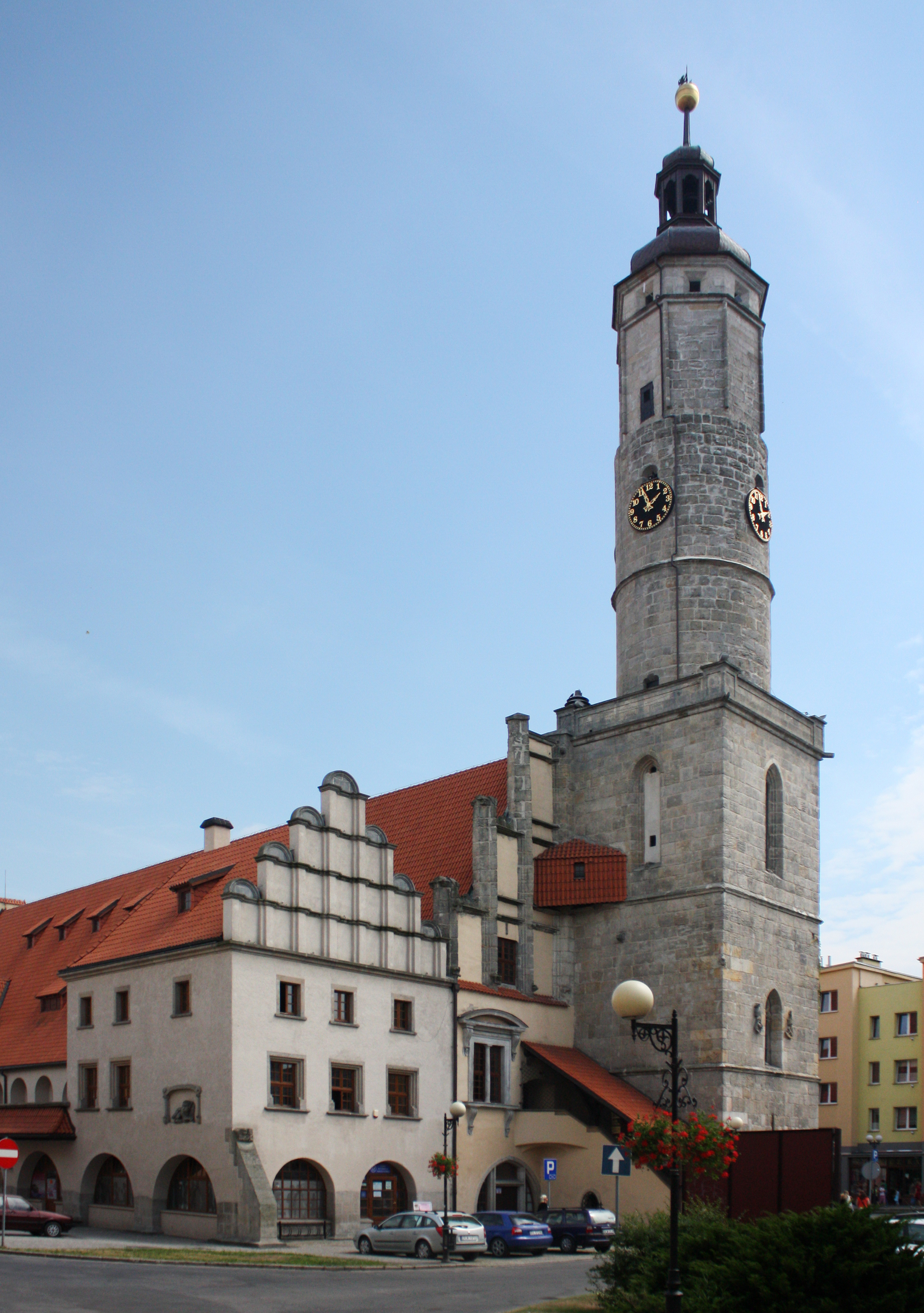
Rada Miejska nie urzęduje w zabytkowym ratuszu w Lwówku Śląskim (na zdjęciu), a w Urzędzie Gminy i Miasta Lwówek Śląski (dawny pałac Hohenzollernów)

Organizację wewnętrzną i tryb pracy rady określa statut miasta.
Istnieje od 1990 r. W jej skład wchodzi 15 radnych wybieranych na terenie gminy i miasta w wyborach bezpośrednich w piętnastu okręgach wyborczych i obwodach głosowania na kadencję trwającą 5 lat (do 2018 roku – 4 lata), licząc od dnia wyboru.
Zasady i tryb przeprowadzenia wyborów określa odrębna ustawa. Skrócenie kadencji rady może nastąpić w drodze referendum lokalnego.
W kadencji 2018–2023 Przewodniczącym Rady jest Dawid Zdzisław Kobiałka, a funkcję wiceprzewodniczących pełnią Piotr Jacek Wiśniowski i Mieczysław Stanisław Grabowicz.

## Kadencja 2018–2023

### Okręgi wyborcze
Granice okręgów wyborczych w wyborach do rady miejskiej.
| Nr okręgu    | Granice | Liczba mandatów | Liczba wyborców | Zarejestrowanych kandydatów | Kandydatów ze wszystkich list |
| ------------ | --- | --------------- | --------------- | --------------------------- | ----------------------------- |
| 1.           | Lwówek Śląski ulice: Malinowskiego, Plac Wolności, Sienkiewicza, Stogryna, Szkolna | 1               | 900             | 3                           | 3                             |
| 2.           | Lwówek Śląski ulice: Browarna, Kościelna, Mickiewicza, Murarska, Orzeszkowej, PCK, Słowackiego, Szpitalna, Traugutta, Zamkowa | 1               | 831             | 4                           | 4                             |
| 3.           | Lwówek Śląski ulice: Chrobrego, Działkowa, Konopnickiej, Krawczyńskiego, Krótka, Morcinka, Plater, Przyjaciół Żołnierza, Rzeczna, Słowicza, Targowa, Towarowa | 1               | 898             | 4                           | 4                             |
| 4.           | Lwówek Śląski ulice: Aleja Wojska Polskiego, Gryfowska, Henryka Brodatego, Jastrzębia, Kamienna, Leśna, Łąkowa, Matejki, Obrońców Pokoju, Partyzantów, Skwer Miast Partnerskich, Sobieskiego, 10 Dywizji | 1               | 952             | 3                           | 3                             |
| 5.           | Lwówek Śląski ulice: Betleja, Budowlanych, Daszyńskiego, Dworcowa, Graniczna, Jasna, Jaśkiewicza, Kilińskiego, Kombatantów, Kwiatowa, Ogrodowa, Piekarska, Polna, Potokowa, Rybna, Spółdzielcza, Struga, Tęczowa, Warsztatowa, Wiejska Sołectwo: Mojesz                                                                                 | 1               | 1148            | 4                           | 4                             |
| 6.           | Lwówek Śląski ulice: Górna, Jana Pawła II, Krasickiego, Sikorskiego, Staszica, Zielona, Zwycięzców | 1               | 984             | 3                           | 3                             |
| 7.           | Lwówek Śląski ulice: Agatowa, Asnyka, Chopina, Cicha, Kościuszki, Krzywa, Legionów, Łokietka, Norwida, Osiedlowa, Oświęcimska, Prusa, Reymonta, Stroma, Szymanowskiego, Topolowa, Żwirki i Wigury | 1               | 992             | 3                           | 3                             |
| 8.           | Lwówek Śląski ulice: Chabrowa, Dębowa, Kasztanowa, Kręta, Malownicza, Myśliwska, Nowy Świat, Pałacowa, Parkowa, Piękna, Płakowicka, Podgórska, Pszczela, Ptasia, Sadowa, Słoneczna, Spacerowa, Spokojna, Strzelecka, Tarnopolska, Torowa, Wąska, Widnica, Widokowa, Wyzwolenia, Zagajnik, Zbożowa, Złotoryjska, Żytnia Sołectwo: Dworek | 1               | 894             | 4                           | 4                             |
| 9.           | Sołectwa: Dębowy Gaj, Dłużec, Górczyca, Pieszków, Radomiłowice, Sobota | 1               | 872             | 3                           | 3                             |
| 10.          | Sołectwa: Bielanka, Skorzynice, Zbylutów | 1               | 855             | 3                           | 3                             |
| 11.          | Sołectwa: Chmielno, Gaszów, Skała, Ustronie, Żerkowice | 1               | 803             | 3                           | 3                             |
| 12.          | Sołectwa: Kotliska, Rakowice Małe, Włodzice Małe, Włodzice Wielkie |                 | 1003            | 4                           | 4                             |
| 13.          | Sołectwa: Gradówek, Niwnice | 1               | 877             | 3                           | 3                             |
| 14.          | Sołectwa: Nagórze, Płóczki Dolne, Płóczki Górne | 1               | 918             | 3                           | 3                             |
| 15.          | Sołectwa: Brunów, Rakowice Wielkie, Radłówka | 1               | 943             | 4                           | 4                             |
| Podsumowanie | | 15              | 13 870          | 51                          | 51                            |

### Prezydium Rady Miejskiej
| Imię i nazwisko | Imię i nazwisko                | Przynależność                 | Funkcja                           |
| --------------- | ------------------------------ | ----------------------------- | --------------------------------- |
|                 | Dawid Zdzisław Kobiałka        | KWW Lwówecka Prawica          | Przewodniczący Rady Miejskiej     |
|                 | Piotr Jacek Wiśniowski         | KWW Piotra Wiśniowskiego      | Wiceprzewodniczący Rady Miejskiej |
|                 | Mieczysław Stanisław Grabowicz | KW Polskie Stronnictwo Ludowe | Wiceprzewodniczący Rady Miejskiej |

### Skład Rady Miejskiej
Skład rady miejskiej w Lwówku Śląskim w kadencji 2018–2023:
| Lp. | Lp. | Okręg wyborczy | Imię i nazwisko                | Przynależność                 |
| --- | --- | -------------- | ------------------------------ | ----------------------------- |
|     | 1.  | 1              | Dawid Zdzisław Kobiałka        | KWW Lwówecka Prawica          |
|     | 2.  | 2              | Joanna Ewa Jędrzejczyk         | KWW Ireneusza Maciejczyka     |
|     | 3.  | 3              | Aleksander Jan Fuławka         | KWW Lwówecka Prawica          |
|     | 4.  | 4              | Marcin Edward Karasiński       | KWW Ireneusza Maciejczyka     |
|     | 5.  | 5              | Zbigniew Eck                   | KWW Ireneusza Maciejczyka     |
|     | 6.  | 6              | Elżbieta Ugrynowicz            | KWW Ireneusza Maciejczyka     |
|     | 7.  | 7              | Tomasz Andrzej Kubis           | KWW Ireneusza Maciejczyka     |
|     | 8.  | 8              | Piotr Jacek Wiśniowski         | KWW Piotra Wiśniowskiego      |
|     | 9.  | 9              | Małgorzata Uboga               | KW Polskie Stronnictwo Ludowe |
|     | 10. | 10             | Tadeusz Edward Koblak          | KW Polskie Stronnictwo Ludowe |
|     | 11. | 11             | Franciszek Eugeniusz Pawłowicz | KWW Ireneusza Maciejczyka     |
|     | 12. | 12             | Stefania Wróblewska            | KW Polskie Stronnictwo Ludowe |
|     | 13. | 13             | Katarzyna Małgorzata Krenz     | KW Polskie Stronnictwo Ludowe |
|     | 14. | 14             | Mateusz Jan Rusinek            | KWW Lwówecka Prawica          |
|     | 15. | 15             | Mieczysław Stanisław Grabowicz | KW Polskie Stronnictwo Ludowe |

## Kadencja 2014–2018

### Prezydium Rady Miejskiej
| Imię i nazwisko | Imię i nazwisko              | Przynależność                | Funkcja                           |
| --------------- | ---------------------------- | ---------------------------- | --------------------------------- |
|                 | Ewa Róża Płucińska-Dąbrowska | KWW Wspólnota Samorządowa LŚ | Przewodniczący Rady Miejskiej     |
|                 | Marcin Edward Karasiński     | KWW Wspólnota Samorządowa LŚ | Wiceprzewodniczący Rady Miejskiej |
|                 | Robert Piotr Mikłaszewski    | KWW Wspólnota Samorządowa LŚ | Wiceprzewodniczący Rady Miejskiej |

### Skład Rady Miejskiej
Skład rady miejskiej w Lwówku Śląskim w kadencji 2014–2018:
| Lp. | Lp. | Imię i nazwisko                | Przynależność                        |
| --- | --- | ------------------------------ | ------------------------------------ |
|     | 1.  | Roman Antoni Ciechanowicz      | KW Platforma Obywatelska RP          |
|     | 2.  | Ewa Fijałkowska                | KWW Wspólnota Samorządowa LŚ         |
|     | 3.  | Angelika Jadwiga Giecewicz     | KWW Wspólnota Samorządowa LŚ         |
|     | 4.  | Tomasz Edward Jonak            | KW Prawo i Sprawiedliwość            |
|     | 5.  | Marcin Edward Karasiński       | KWW Wspólnota Samorządowa LŚ         |
|     | 6.  | Dawid Zdzisław Kobiałka        | KWW Lwówecka Prawica                 |
|     | 7.  | Tomasz Andrzej Kubis           | KWW Wspólnota Samorządowa LŚ         |
|     | 8.  | Krzysztofa Luszka              | KWW Krzysztofy Luszka                |
|     | 9.  | Robert Piotr Mikłaszewski      | KWW Wspólnota Samorządowa LŚ         |
|     | 10. | Franciszek Eugeniusz Pawłowicz | KWW Wspólnota Samorządowa LŚ         |
|     | 11. | Ewa Róża Płucińska-Dąbrowska   | KWW Wspólnota Samorządowa LŚ         |
|     | 12. | Krystyna Elżbieta Replin       | KWW Wspólnota Samorządowa LŚ         |
|     | 13. | Mateusz Jan Rusinek            | KW Solidarna Polska Zbigniewa Ziobro |
|     | 14. | Zdzisława Mirosława Trzaska    | KW Polskie Stronnictwo Ludowe        |
|     | 15. | Piotr Jacek Wiśniowski         | NKWW Piotra Wiśniowskiego            |

### Komisje Rady Miejskiej
W kadencji 2014–2018 istniały trzy komisje Rady Miejskiej:
| Lp. | Nazwa komisji                           | Przewodniczący                 | Zastępca przewodniczącego  | Członkowie | Zakres działania |        |
| --- | --------------------------------------- | ------------------------------ | -------------------------- | --- | --- | ------ |
| 1.  | Komisja Rewizyjna                       | Franciszek Eugeniusz Pawłowicz | Tomasz Edward Jonak        | Tomasz Andrzej Kubis, Krystyna Elżbieta Replin, Franciszek Eugeniusz Pawłowicz, Zdzisława Mirosława Trzaska, Tomasz Edward Jonak                                                                  | kontrola działalności burmistrza, gminnych jednostek organizacyjnych oraz jednostek pomocniczych gminy, rozpatrywanie skarg a także czynności kontrolne w innych sprawach zleconych przez Radę | [ 9 ]  |
| 2.  | Komisja Rozwoju Gospodarczego i Budżetu | Krystyna Elżbieta Replin       | Dawid Zdzisław Kobiałka    | Ewa Fijałkowska, Angelika Jadwiga Giecewicz, Krystyna Elżbieta Replin, Franciszek Eugeniusz Pawłowicz, Mateusz Jan Rusinek, Robert Piotr Mikłaszewski, Krzysztofa Luszka, Dawid Zdzisław Kobiałka | analiza i opiniowanie projektu budżetu, jego realizacji i zmian; zgodnie z ustawą o finansach publicznych. Rozpatrywanie spraw z zakresu ładu przestrzennego, gospodarki nieruchomościami, ochrony środowiska i przyrody oraz gospodarki wodnej, ciepłownictwa, zaopatrzenia w energię elektryczną oraz gaz, utrzymania czystości i porządku | [ 10 ] |
| 3.  | Komisja Oświaty i Spraw Społecznych     | Tomasz Andrzej Kubis           | Angelika Jadwiga Giecewicz | Ewa Fijałkowska, Angelika Jadwiga Giecewicz, Tomasz Edward Jonak, Piotr Jacek Wiśniowski, Tomasz Andrzej Kubis, Zdzisława Mirosława Trzaska, Marcin Edward Karasiński, Roman Antoni Ciechanowicz  | rozpatrywanie spraw z zakresu oświaty, kultury, zdrowia i opieki społecznej, turystyki, sportu i kultury fizycznej oraz promocji gminy, bezpieczeństwo i porządek prawny na terenie miasta i gminy | [ 11 ] |

## Kadencja 2010–2014

### Okręgi wyborcze
Granice okręgów wyborczych w wyborach do rady miejskiej
| Nr okręgu    | Granice | Liczba mandatów | Liczba wyborców | Zarejestrowanych kandydatów | Kandydatów ze wszystkich list |
| ------------ | --- | --------------- | --------------- | --------------------------- | ----------------------------- |
| 1.           | Lwówek Śląski ulice: Malinowskiego, Plac Wolności, Sienkiewicza, Stogryna, Szkolna | 1               | 996             | 3                           | 3                             |
| 2.           | Lwówek Śląski ulice: Browarna, Kościelna, Mickiewicza, Murarska, Orzeszkowej, PCK, Słowackiego, Szpitalna, Traugutta, Waryńskiego, Zamkowa | 1               | 984             | 4                           | 4                             |
| 3.           | Lwówek Śląski ulice: Chrobrego, Działkowa, Konopnickiej, Krawczyńskiego, Krótka, Morcinka, Plater, Przyjaciół Żołnierza, Rzeczna, Słowicza, Targowa, Towarowa | 1               | 1 006           | 4                           | 4                             |
| 4.           | Lwówek Śląski ulice: Aleja Wojska Polskiego, Gryfowska, Henryka Brodatego, Jastrzębia, Kamienna, Leśna, Łąkowa, Matejki, Obrońców Pokoju, Partyzantów, Sobieskiego, X Dywizji | 1               | 1 006           | 3                           | 3                             |
| 5.           | Lwówek Śląski ulice: Betleja, Budowlanych, Daszyńskiego, Dworcowa, Graniczna, Jasna, Jaśkiewicza, Kilińskiego, Kombatantów, Kwiatowa, Ogrodowa, Polna, Potokowa, Rybna, Spółdzielcza, Struga, Tęczowa, Warsztatowa, Wiejska Sołectwo: Mojesz                                                                                            | 1               | 1 134           | 4                           | 4                             |
| 6.           | Lwówek Śląski ulice: Górna, Jana Pawła II, Krasickiego, Sikorskiego, Staszica, Zielona, Zwycięzców | 1               | 1 037           | 3                           | 3                             |
| 7.           | Lwówek Śląski ulice: Asnyka, Chopina, Cicha, Kościuszki, Krzywa, Łokietka, Norwida, Osiedlowa, Oświęcimska, Prusa, Przodowników Pracy, Reymonta, Stroma, Szymanowskiego, Topolowa, Żwirki i Wigury | 1               | 1 076           | 4                           | 4                             |
| 8.           | Lwówek Śląski ulice: Chabrowa, Dębowa, Kasztanowa, Kręta, Malownicza, Myśliwska, Nowy Świat, Pałacowa, Parkowa, Piękna, Płakowicka, Podgórska, Pszczela, Ptasia, Sadowa, Słoneczna, Spacerowa, Spokojna, Strzelecka, Tarnopolska, Torowa, Wąska, Widnica, Widokowa, Wyzwolenia, Zagajnik, Zbożowa, Złotoryjska, Żytnia Sołectwo: Dworek | 1               | 891             | 4                           | 4                             |
| 9.           | Sołectwa: Dębowy Gaj, Dłużec, Górczyca, Pieszków, Radomiłowice, Sobota | 1               | 919             | 4                           | 4                             |
| 10.          | Sołectwa: Bielanka, Skorzynice, Zbylutów | 1               | 901             | 3                           | 3                             |
| 11.          | Sołectwa: Chmielno, Gaszów, Skała, Ustronie, Żerkowice | 1               | 846             | 2                           | 2                             |
| 12.          | Sołectwa: Kotliska, Rakowice Małe, Włodzice Małe, Włodzice Wielkie |                 | 998             | 3                           | 3                             |
| 13.          | Sołectwa: Gradówek, Niwnice | 1               | 874             | 4                           | 4                             |
| 14.          | Sołectwa: Nagórze, Płóczki Dolne, Płóczki Górne | 1               | 915             | 6                           | 6                             |
| 15.          | Sołectwa: Brunów, Rakowice Wielkie, Radłówka | 1               | 976             | 3                           | 3                             |
| Podsumowanie | | 15              | 14 559          | 54                          | 54                            |

### Prezydium Rady Miejskiej
| Imię i nazwisko | Imię i nazwisko              | Przynależność                | Funkcja                           |
| --------------- | ---------------------------- | ---------------------------- | --------------------------------- |
|                 | Justyna Wrzesińska           | KW Platforma Obywatelska RP  | Przewodniczący Rady Miejskiej     |
|                 | Krzysztof Buszewicz          | KWW Wspólnota Samorządowa LŚ | Wiceprzewodniczący Rady Miejskiej |
|                 | Ewa Róża Płucińska-Dąbrowska | KWW Wspólnota Samorządowa LŚ | Wiceprzewodniczący Rady Miejskiej |

### Skład Rady Miejskiej
Skład rady miejskiej w Lwówku Śląskim w kadencji 2010–2014
| Lp. | Lp. | Imię i nazwisko              | Przynależność                 |
| --- | --- | ---------------------------- | ----------------------------- |
|     | 1.  | Krzysztof Buszewicz          | KWW Wspólnota Samorządowa LŚ  |
|     | 2.  | Stanisław Cieślik            | KWW Wspólnota Samorządowa LŚ  |
|     | 3.  | Ewa Fijałkowska              | KWW Wspólnota Samorządowa LŚ  |
|     | 4.  | Wiesława Maria Fiszer        | KW Polskie Stronnictwo Ludowe |
|     | 5.  | Anna Karoń                   | KWW Wspólnota Samorządowa LŚ  |
|     | 6.  | Mirosław Leszek Kobiałka     | KWW Romana Kulczyckiego       |
|     | 7.  | Krzysztofa Luszka            | KWW Romana Kulczyckiego       |
|     | 8.  | Robert Piotr Mikłaszewski    | KWW Roberta Mikłaszewski      |
|     | 9.  | Ewa Róża Płucińska-Dąbrowska | KWW Wspólnota Samorządowa LŚ  |
|     | 10. | Czesława Wanda Sielewicz     | KWW Lwówek Śl. 2010           |
|     | 11. | Mariola Szczęsna             | KW Polskie Stronnictwo Ludowe |
|     | 12. | Andrzej Szymonajtis          | KWW Wspólnota Samorządowa LŚ  |
|     | 13. | Justyna Wrzesińska           | KW Platforma Obywatelska RP   |
|     | 14. | Zbigniew Zamasz              | KWW Wspólnota Samorządowa LŚ  |
|     | 15. | Jacek Żojdzik                | KWW Wspólnota Samorządowa LŚ  |

### Komisje Rady Miejskiej
W kadencji 2010–2014 istniały trzy komisje Rady Miejskiej:
| Lp. | Nazwa komisji                           | Członkowie | Zakres działania |        |
| --- | --------------------------------------- | --- | --- | ------ |
| 1.  | Komisja Rewizyjna                       | Stanisław Cieślik, Zbigniew Zamasz, Czesława Sielewicz, Robert Piotr Mikłaszewski, Andrzej Szymonajtis                                              | kontrola działalności burmistrza, gminnych jednostek organizacyjnych oraz jednostek pomocniczych gminy, rozpatrywanie skarg a także czynności kontrolne w innych sprawach zleconych przez Radę | [ 15 ] |
| 2.  | Komisja Rozwoju Gospodarczego i Budżetu | Ewa Róża Płucińska-Dąbrowska, Anna Karoń, Ewa Fijałkowska, Czesława Sielewicz, Wiesława Maria Fiszer, Krzysztofa Luszka, Zbigniew Zamasz            | analiza i opiniowanie projektu budżetu, jego realizacji i zmian; zgodnie z ustawą o finansach publicznych. Rozpatrywanie spraw z zakresu ładu przestrzennego, gospodarki nieruchomościami, ochrony środowiska i przyrody oraz gospodarki wodnej, ciepłownictwa, zaopatrzenia w energię elektryczną oraz gaz, utrzymania czystości i porządku | [ 16 ] |
| 3.  | Komisja Oświaty i Spraw Społecznych     | Stanisław Cieślik, Jacek Żojdzik, Mariola Szczęsna, Mirosław Leszek Kobiałka, Robert Piotr Mikłaszewski, Krzysztof Buszewicz, Wiesława Maria Fiszer | rozpatrywanie spraw z zakresu oświaty, kultury, zdrowia i opieki społecznej, turystyki, sportu i kultury fizycznej oraz promocji gminy, bezpieczeństwo i porządek prawny na terenie miasta i gminy | [ 17 ] |